# Białośliwie (plaats)
Białośliwie is een dorp in het Poolse woiwodschap Groot-Polen, in het district Pilski. De plaats maakt deel uit van de gemeente Białośliwie en telt 2600 inwoners.

## Verkeer en vervoer
- Station Białośliwie